# Nogarole Rocca
Nogarole Rocca – miejscowość i gmina we Włoszech, w regionie Wenecja Euganejska, w prowincji Werona.
Według danych na rok 2004 gminę zamieszkiwało 2849 osób, 98,2 os./km².